# 戈亚斯州布里蒂
戈亚斯州布里蒂（葡萄牙語：Buriti de Goiás）是巴西戈亚斯州的一个市镇。总面积199.291平方公里，总人口3106人，人口密度15.6人/平方公里。